# -WEEKLY PARTY- 週末オトナ計画ワイド!
『-WEEKLY PARTY- 週末オトナ計画ワイド！』（ウィークリーパーティ しゅうまつオトナけいかくワイド）は広島エフエム放送のワイド番組。2003年4月に金曜日の12:00から放送されている『-WEEKLY PARTY- 週末オトナ計画』を朝（モーニングサイド：前枠は『田中宏之のウィークエンドパッションひろしま』）と昼（アフターヌーンサイド）の2部構成とする形でスタートしたが、2003年10月にモーニングサイドが終了し、アフタヌーンサイドのみ継続となり、タイトルも『-WEEKLY PARTY- 週末オトナ計画』に戻った。アフタヌーンサイドも2006年3月24日を以って終了した。
モーニングサイドの後枠は『WEEKEND FLY! DAY』（2005年3月終了）であるが、2003年3月まで『週末…』のパーソナリティである村上ゆみえが番組のパーソナリティを務めていたため、実質『週末…』のモーニングサイドのリニューアルといえる。また、レポーターである桧垣直子も出演していた。

## タイムテーブル

### モーニングサイド
- 7:30 オープニング～トラフィックインフォメーション
- 7:35 アンデルセン・サウンド･ブレックファースト
- 7:45 HEADLINE NEWS & HIROSHIMA
- 7:50 トヨタ・モーニングシャッフル
- 8:00 SUZUKI今日のキーナンバー
- 8:10 メルセデスベンツ・スーパーコラム
- 8:19 トラフィックインフォメーション
- 8:20　気になるニュースと実になる話題
- 8:30　ヘッドラインニュース
- 8:39　トラフィックインフォメーション
- 8:45　ヘッドラインニュース
- 9:00　トラフィックインフォメーション+ウェザーレポート
- 9:06　ヘッドラインニュース
- 9:20　週末くるまメディア
- 9:30　トラフィックインフォメーション+ウェザーレポート
- 9:35　テレマートラジオショッピング
- 9:45 GOOD DAY 邑智
- 9:55 ニュース+天気予報
- 10:06 ワンヴィレポート

## アフタヌーンサイド
- 12：00　オープニング
- 12：15　テレマートラジオショッピング
- 12：20　週末広島MAP
- 12：55　Model ROOM.com
- 13：10　OH!マイムービー
- 13：30　トラフィックインフォメーション+ヘッドラインニュース
- 13：55　よみうりチャットオンライン
- 14：00　山田真理子のTOKIOウォッチャー
- 14：30　トラフィックインフォメーション+セレブリティワンダーランド
- 14：40　テレマートラジオショッピング
- 14：55　クロネコヤマトのデイリートーク
- 15：00　いまむらただしの元気が出るニュース
- 15：20　地球のウラ側通信
- 15：35 ベルメゾンラジオショッピング

| 広島エフエム放送 金曜の朝番組              | 広島エフエム放送 金曜の朝番組        | 広島エフエム放送 金曜の朝番組 |
| 前番組                                     | 番組名                               | 次番組                        |
| ------------------------------------------ | ------------------------------------ | ----------------------------- |
| 田中宏之のウィークエンドパッションひろしま | -WEEKLY PARTY- 週末オトナ計画ワイド! | WEEKEND FLY! DAY              |